# Шиповник длинноплодный
Шиповник длинноплодный, или роза длинноплодная (лат. Rosa dolichocarpa) — вид кустарников рода Шиповник (Rosa) семейства Розовые (Rosaceae). Эндемик Северного Кавказа, находящийся под угрозой исчезновения.

## Ботаническое описание
Кустарник до 2 м высотой. Стебли покрыты красно-бурой корой. Шипы на цветоносных побегах и верхних частях турионов однотипные, слабоизогнутые, до 1,4 см длиной, плоские, обычно сближены в пары; на нижних частях турионов кроме плоских шипов присутствуют мелкие, игловидные, имеющие сильно расширенное основание. Листья 12-13 см длиной, обычно из 7 узкоэллиптических, по краю двоякозубчатых листочков, обильно покрытых снизу мелкими железками. Цветки одиночные или в числе 2, розовые, 4-5 см в диаметре. Чашелистики после цветения направлены вверх и долго сохраняются. Плод 2-3 см длиной, оранжево-красный, удлиненный, к концам суженный.

## Распространение и экология
Узколокальный эндемик Северного Кавказа. Известен из Ставропольского края, где произрастает только на горе Развалке в окрестностях города Железноводска. Общая численность популяции не превышает 50 половозрелых особей.
Обитает на задернённых каменистых склонах в специфических экологических условиях участка вечной мерзлоты.

## Охранный статус
Вид внесен в Красную книгу Международного союза охраны природы со статусом «Critically Endangered» и Красную книгу Ставропольского края.
Виду угрожает сельскохозяйственное освоение местообитания и рекреационная нагрузка, а также низкая репродуктивная способность.
Охраняется на территории комплексного ландшафтного памятника природы «Гора Развалка».